# موت العراب

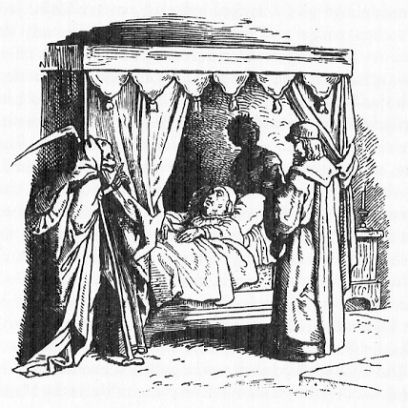
الموت عندما مرض الملك

مَوتُ العَرَّاب/ العراب موت (بالألمانية: Der Gevatter Tod)‏ هي إحدى الحكايات الخرافيّة الألمانيّة التي جمعها الأخوان غريم تحت اسم الحكاية رقم 44، بالإضافة إلى حكايات أخرى كبياض الثلج وشجرة العرعر. وتُصنَّف وفق طريقة آرن-ثومبسون بالنمط 332. لودفيك بيشتاين قام بكتابة القصة أيضا في مجموعته القصصية عن الحكايات الألمانية „Deutsches Märchenbuch" تحت نفس الاسم (1845 Nr. 20, 1853 Nr. 12).

## ملخص

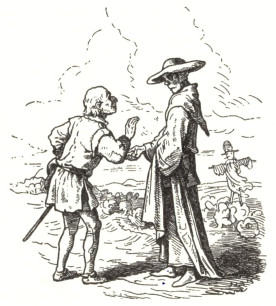
والد الطبيب يطلب من الموت ان يصبح عرافا لابنه

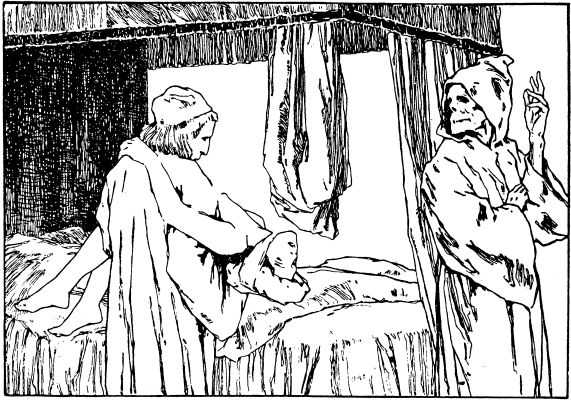
الموت عندما مرضت الأميرة

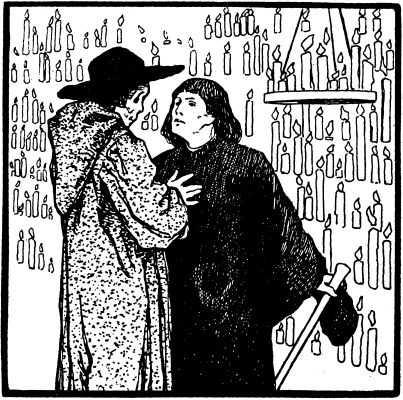
الطبيب مع الموت في الكهف

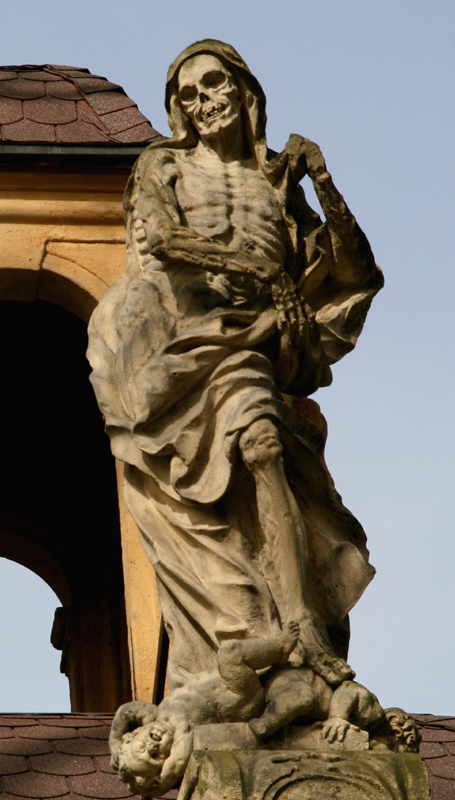
تمثال للموت في مدينة هيرشبرغ الألمانية

(كان لرجل فقير اثني عشر ولداً، وكان هذا الرجل يعمل بجدِّ للحصول على ما يكفي من الطعام لإطعام أطفاله الإثني عشر. وعندما وُلِدَ له الطفل الثالث عشر، قرر الرجل أن يبحث عن عَرَّابٍ (أب روحي) لهذا الطفل. سار الرجل في شارعٍ كبير، وأثناء سيره وجد الله يمشي على الطريق، فسأل اللهُ الرجُلَ كي يجعله عرَّاباً لِطفله، واعداً إياه بأن يحيا الطفل بصحة جيّدة وبسعادة، إلا أن الرجل الفقير رفض الطلب بعد أن اكتشف أنه الله، قائلاً أن الله يتغاضى عن الفقر. بعدها، وأثناء سير الرجل، التقى الشيطان على الطريق، فسأل الشيطانُ الرجلَ أن يجعله عرَّاباً لابنه، عارضاً عليه أن يُقدِّم للطفل الذهب ومُتَعَ العالم، إلا أن الرجل الفقير رفض بعد أن اكتشف هويّة الشيطان، قائلاً أن الشيطان يخدع البشريّة.
استمر الرجل الفقير بالسير على الطريق، وهو يحمل الطفل إلى أن التقى الموت. قرَّر الرجل الفقير أن يجعل الموت عرَّاباً للطفل، قائلاً أن الموت يأخذ الفقير والغنيّ دون تمييز. وبحلول يوم الأحد التالي، كان الموت قد أصبح عَرَّاباً للطفل.
 مع مرور الأيام وبعدما كبر الطفل وأصبح شاباً، ظهر الموت له وقاده إلى غابة، ودَلَّه على عشبة خاصّة، ووعد الموت الشَابَ بأن يجعله طبيباً مشهوراً وشرح له بأنه كُلَّما زار الطبيب الشَّاب مريضاً في بيته، سيظهر الموت بجوار المريض، فإذا وقف الموت عند رأس المريض، فهذا يعني أن على الطبيب أن يعطي المريض من العُشبَة الخاصّة التي وجدها في الغابة، وبهذا سيُشفى، ولكن إذا ما ظهر الموت عند قدمي المريض فإن هذا يعني أن علاج هذا الريض سيكون بلا جدوى، وأنه سيموت قريباً.
سرعان ما أصبح الطبيب الشاب مشهوراً كما توقّع الموت، كما تلقّى الطبيب الشاب ثروةً هائلة من الذهب لقدرته المدهشة في تحديد ما إذا كان الشخص سيموت أم سيحيى. وفي أحد الأيام، مرض ملك جميع الأراضي وأُرسل في طلب الطبيب.
و عندما ذهب الطبيب لرؤية الملك، لاحظ على الفور أن الموت يقف عند نهاية السرير، أي عند قدميه، شعر الطبيب بالشفقة تجاه الملك، وقرر أن يخدع الموت. طلب الطبيب تحويل الملك في سريره مما يجعل الموت واقفاً عند رأس الملك، ومن ثُمّ أعطى الطبيب الملكَ العشبةَ ليتناولها. وبالفعل تعافى الملك.
بعد فترة وجيزة، اقترب الموت من الطبيب، مُعربَاً عن غضبه لخداعه وعصيانه لقواعده. ولكن بما أن الطبيب ابن الموت بالمعموديّة، قرَّر الموت عدم معاقبة الطبيب. حذَّر الموت بعدها الطبيب من أنه إذا ما خدع الموت مرَّة أخرى، فسيأخذ حينها الموت حياة الطبيب.
ليس بعد ذلك بكثير، مرضت ابنة الملك، وذهب الطبيب الشاب لرؤيتها، ووعد الملك الطبيبَ بأن يزوِّجَهُ ابنته ويورثه التاج إذا ما تعافت ابنته على يديه. وعندما زار الطبيب الأميرة، وجد الموت عند قدميها. أُسِرَ الطبيب الشَّاب بجمال الأميرة، وسحرته فكرة أن يكون زوجها وتجاهل وقوف الموت عند قدمي الأميرة. قام الطبيب الشاب بتحويل الأميرة مما جعل الموت واقفاً عند رأسها، ومن ثُمّ أطعمها العُشبَة. حالما تعافت الأميرة، قبض الموت على الطبيب الشاب بذراعيه وسحبه إلى كهف تحت الأرض، كان هذا الكهف يحتوي على الآلاف والآلاف من الشموع، مشتعلة وذات أطوال مختلفة. شرح الموت أن طول كل شمعة يظهر كم من الوقت للشخص كي يعيشه. وعندما أظهر الموت شمعة الطبيب له، لاحظ الطبيب أنها قصيرة للغاية، وقال الموت له أنه لا يملك الكثير من الوقت ليعيشه. ناشد الطبيبُ عَرَّابه (الموت) لإضاءة شمعةً من أجله، كي يعيش حياة سعيدة كملك وزوجٍ للأميرة الجميلة. أعاد الموت النظر في الموضوع والتقط شمعة جديدة ليشعلها لابنه في مكان الشمعة القديمة القصيرة، إلا انه حقيقة قام بتسريع انصهار الشمعة القديمة بواسطة لهب الشمعة الجديدة، وحالما انتهت الشمعة سقط الطبيب أرضاً ميتاً.

## الشخصيات
تتمثل الشخصيات الرئيسية في القصة بالمزارع (والد الطبيب)، كما يؤتى على ذكر الأبناء الإثني عشر، لكنهم لا يلعبون أي دور يذكر في. الحكاية، الا انهم كانوا السبب الذي دفع الاب للبحث عن عراب لابنهم الاصغر وهم دلالة على الفقر، كا انه وفي النسخة الثانية التي كتبها الاخوين غريم يؤتى بذكر المسيح/ الاله، وهو أول الخيارات التي مر عليها المزارع اثناء بحثه عن عراب، ثم ياتي الشيطان وهو الخيار الثاني، واخيرا الموت وهو من الشخصيات الرئيسية بالقصة. يتم أيضا ذكر المرضى الذين قام الطبيب بعلاجهم وكانوا السبب في زيادة ثروته ونجاته من الفقر. بعد ذلك تظهر شخصية الملك المريض وابنته، وكانت الأخيرة السبب في موت الطبيب. عدد الشخصيات في الحكاية محدود  كما انه لم يتم ذكر أسماء الشخصيات، صفاتهم ومظاهرهم ، وانما تم وصفهم بمهنمهم ومكاناتهم الاجتماعية (كالملك والطبيب) لأنه من الشائع في الحكايات الخيالية ان يترك التصور للقارئ، أي انه لا يتم تحديد الشخصيات كأفراد وانما كانواع.

## المرجع التاريخي
يشير تعليق الأخوين غريم في النسخة الأولى «من هسن» „Aus Hessen“ (و التي كان مصدرها Marie Elisabeth Wild ماري اليزابيث فلد)، حيث لا يموت الطبيب وانما بتم تحذيره فقط، إلى ان النهاية مقتبسة من كتاب (Abendgenossen 3/ رفاق الليل) من الصفحات 145-286 الذي ألفه (شيلينغ Schilling). كما ان الفترة الزمنية التي كُتبت فيها الحكاية تشير إلى قصيدة كتبها (هانس زاكس هانس زاخس) عام 1553، واخرى أطول كتبها (هاينريش فولف Heinrich Wolf) يرفض المزارع (أي والد الطبيب) الشيطان وبعدها يأتي الموت. في عرض (Jakob Ayrer جاكوب آيرير) الهزلي „Bauer mit seinem Gevatter Tod“ (المزرع وعرابه الموت)، يرفض المزارع المسيح والشيطان، فيتم إرسال الموت ليكون عراباً لإبنه. يؤتى أيضا على ذكر (Glückstopf/ وعاء الحظ) الذي الفه (Praetorius برايتاوروس) في الصفحات147–149، حكاية الأطفال رقم 13 لPröhle وحكاية Wolf في الصفحة 365. يتم أيضا تجسيد فكرة اضواء الحياة في المقطع „das Lebenslicht ausblasen“ «إطفاء اضواء الحياة»، والتي تتشابه مع الأسطورة الأغريقية التي تعتقد ان الحياة مرتبطة بسجل محترق. لقد قام يعقوب غريم Jacob Grimm بفحص الفكرة فيما يتعلق بالحكايات في كتابه عن الأساطير الألمانية، واستخدمها لاحقا كمقدمه لقاموسه الألماني: „, und das mir vom Lebenslicht noch übrige Endchen kann unversehens umstürzen“ «و يمكن أن تأتي نهايتي التي خلف ضوء الحياة فجأة». عام 1815 اصدر الأخوين غريم قصيدة (Der arme Heinrich/ هاينريش المسكين) للشاعر الألماني (هارتمان فون أوه / هارتمان فون اوسي) والتي تروي قصة فارس نبيل اُصيب بالجذام والسبيل الوحيد لعلاجه هو دم قلب إمراة عذراء تضحي بنفسها لخلاصه. في القصيدة بيت شعري يأتي على ذكر الشموع „des muge wir an der kerzen stehen“ «يجب أن نقف بجانب الشموع». عام 1547 تأتي عبارة „da war für ihn kein Kraut mehr gewachsen“ «لم يعد ينمو له المزيد من الأعشاب» في قصيدة Hans Sachs هانز زاخس (Gevatter Tod العراب موت).
أيضا المقولة الشعبية التي تعتقد ان الشخص المريض يجب أن يموت عندما يكون الموت في أسفل السرير، استنادًا إلى سلسلة التصويرات القديمة للفنان الهولندي سالومون فون روستينج Salomon von Rusting من عام 1707  يصف حالة مماثلة حيث يكون الموت عند رأس السرير.

## التفسيرات

### الإرادة الحرة وحتمية المصير
هذه الحكاية كانت أحد أكثر الحكايات اثارة للجدل بين الفلاسفة والنقاد، ففي هذه الحكاية، يرى القارئ أن الطبيب يعاني من مصائر مرضاه، فهو قادر على رؤية إذا ما كان الموت يقف عند رأس المريض أو عند قدميه، وبالتالي فهو يعلم حالاً إذا ما كان المريض سيتماثل للشفاء ويعيش أم لا. وفي إحدى المرات قام الطبيب بخداع الموت، عندما كان شفاء المريض يعني له الكثير (الملك وابنته)، وهذا يعطي القارئ شعوراً بأن للطبيب إرادة حرّة. إلا أنه في النهاية، ظهرت ثغرة عندما أخذ الموت الطبيب إلى الكهف ليرى شموع الحياة، وهذا يعطي القارئ شعوراً بحتمية المصير.
فالإرادة الحرة قوة تحكمها فكرة السبب والنتيجة. فإذا ما كان شخصٌ ما على وشك التَسبُّب بأمرٍ ما من تلقاء نفسه، فهذا سيؤدي إلى إحداث نتيجة (تأثير)، وهذا هو أساس الإرادة الحرة. وتمنح الإرادة الحرة الفرد خياراً فيما يفعل وكيفية فعله بدون أي قوّة ضاغطة عليه. وضمن هذا النص، يعتقد الطبيب أن لديه إرادة حرة لأنه كان يستطيع إما أن يستمع إلى الموت أو بإمكانه عصيان أوامره، «و هكذا رفع الطبيب المريض وقام بتدويره إلى الجهة الأخرى، فأصبح الموت واقفاً عند رأسه». إلا أن خداع الطبيب للموت أدَّى به إلى عقاب الموت له.
المصير أو القدريّة هي «فكرة أن ما يحدث (أو قد حدث) في بعض المعاني يجب (أو ينبغي) أن يحدث». على سبيل المثال، إذا قرَّر شخص ما أن يغير رأيه في أمر ما في الدقيقة الأخيرة، فإن هذا سيكون مصيره. في هذا النص، قرب النهاية عندما يظهر الموت الكهفَ المليء بالشموع للطبيب، وكل واحدة من هذه الشموع ترتبط بشخصٍ ما وفي حال احترقت الشمعة بأكملها يموت الشخص. يُعتبر هذا تجلٍّ واضح للقدر وهناك تفريق واضح في النص فيما يتعلَّق بحجة الإرادة الحرة بمواجهة القدر. يجلب هذا الوضع التساؤل حول قدرة الشخص على أن يكون حرَّاً أو مُسيَّراً ؟ أولاً ينبغي على الإنسان تعريف الحرية بنفسه. يمكن لأحدهم أن يقول أنه حر، ولكن هذا لا يعني بأي حال شيءٍ في العالم الحقيقيّ.

## إصدارات القصة المختلفة

### إصدارات الأخوين غريم
ضُمِنَت هذه القصة (المعروضة احداثها بالأعلى) في الطبعة الثانية من القِصص الخُرافيّة للاخوين غريم (Kinder- und Hausmärchen)، حيث ان الطبعة الأولى تضمَّنت نهاية مختلفة. أنتهى إصدار الطبعة الأولى عند الجزء الذي يظهر فيه الموت الشمعة للطبيب. تضمّن إصدار الطبعة الثانية للكتاب الجزء الذي يتظاهر فيه الموت بإشعال الشمعة بينما لا يفعل ذلك، ويسقط الطبيب ميتاً. في النسخة الأولى أيضا، والتي صدرت عام 1812، فُقدت الجملة „So sprach der Mann, weil er nicht wusste, wie weislich Gott Reichtum und Armut verteilt“ «هكذا تكلم الرجل لأنه لم يكن يعرف كيف يوزع الله الغنى والفقر بحكمة». كما الشيطان لا يظهر، وبدلاً من العشبة، يعطي الموت الطبيب زجاجة تستخدم لدهن اقدام المرضى. بالاضاقة إلى هذا لم يقتل العراب الطبيب في النهاية، لكنه أظهر له فقط ضوء شمعته الضعيف وقال له:„Das ist dein Leben, hüt’ dich!“ «هذه هي حياتك، احترس!». يشرح (Heinz Rölleke هاينز رولّيك) ان هذا التغيير مرتبط بالإنتقادات التي تعرض لها الأخوين غريم، واتهامهم بالتعصب الديني.

### أعمال أخرى مقتبسة من الحكاية
لقد قام لودفيك بيشتاين باقتباس قصة الاخوين غريم دون إجراء التغييرات عليها إلا في مقطع صغير حيث تظهر الأميرة عند مرض والدها وتناشد الطبيب لانقاذه. حكاية أخرى تم إعادة صياغتها عام 1838 تحمل اسم السيد عراب Der Herr Gevatter مقتبسة أيضا من الحكاية الخاصة بالأخوين جريم . عام 1950 قام الكاتب المكسيكي B. Travens بإعادة كتابة القصة واعاد تصويرها في اصار الثقافة المكسيكية تحت اسم Macario / أيضا تعرف بالضيف الثالث. صحيفة نيويورك تايمز اختارت قصته تلك عام 1953 كأفضل قصة للعام. عام 1987قام تيري براتشيت Terry Pratchett بتاليف رواية تحمل اسم Gevatter Tod أي العراب موت.

## الافلام
- العراب موت، فيلم رسوم متحركة، Astoria-Film للإنتاج، النمسا 1922 (المخرج: هاينز هانوس)
- Darbujan a pandrhola (العراب موت) فيلم فنتازيا، 80 دقيقة، تشيكوسلوفاكيا 1960 (المخرج: Martin Frič)
- العراب موت، فيلم فانتازيا، DEFA-Film للإنتاج، 76 دقيقة، ألمانيا الشرقية 1980 (المخرج: فولفغانغ هوبنر)
- Gurimu Meisaku Gekijō, رسوم متحركة، اليابان 1987، 47 حلقة
- Macario، فيلم، المكسيك 1960 إستنادًا إلى قصة مستوحاة من الحكاية الخيالية «الضيف الثالث» للكاتب B. Traven..

## مسرحيات الراديو
في عامي 1951و1954، أ نتجت NWDR في هامبورغ وراديو بريمن مسرحيتين إذاعيتين باللغة الألمانية القديمة تحت عنوان Krut gegen den Dood أي (عشبة ضد الموت) استنادًا إلى الحكاية الخيالية، والتي أعاد تصميمها الشاعر الألماني هانز هايتمان وبواحد نهايتها مختلفة، حيث يتدخل الإله وينقذ الطبيب الشباب .

### معلومات عن الإنتاج

#### نسخة عام 1951
عشبة ضد الموت:* الموسيقى: Otto Tenne * إخراج: Hans Freundt * بدور الإله: Hans Mahler *بدور الموت: Hartwig Sievers *القتى/ الطبيب: Erwin Wirschaz واخرون
مدة العرض الأول كانت 45:50 دقيقة

#### نسخة عام 1954
عشبة ضد الموت: * الموسيقى: Otto Tenne* التحرير: Eberhard Freudenberg* إخراج: Walter A. Kreye * بدور الإله: Georg Gläseker*بدور الموت: Heinz Burmeister*القتى/ الطبيب: Jochen Schenck واخرون
مدة العر الثاني كانت 84:57 دقيقة، وما زالت المستندات الصوتية للعرضين محفوظة حتى اليوم.